# Erich Kleineidam
Erich Kleineidam (* 3. Januar 1905 in Bielschowitz; † 21. April 2005 in Erfurt) war Gründungsrektor der Katholisch-Theologischen Fakultät der Universität Erfurt, Philosoph, Priester, Regens und Autor.

## Leben
Erich Kleineidam studierte in Breslau, Freiburg im Breisgau und Innsbruck Katholische Theologie und Philosophie. Am 27. Januar 1929 empfing er in Breslau die Priesterweihe durch Adolf Kardinal Bertram. Er wurde 1930 an der Philosophischen Fakultät der Universität Breslau zum Dr. phil. promoviert.
Nach seiner Promotion wurde er Leiter des Schülerkonvikts der Aufbauschule im niederschlesischen Liebenthal. Ab 1934 arbeitete Kleineidam als Repetitor im Erzbischöflichen Theologenkonvikt Breslau. 1935 wurde er dort stellvertretender Direktor.
1939 wurde Erich Kleineidam zum Professor für Philosophie an die Theologische Lehranstalt Weidenau berufen. Zusätzlich bekleidete er das Amt des Vizerektors bis zur Auflösung der Anstalt zum Kriegsende 1945. Nach seiner Ausweisung als Reichsdeutscher am 3. Oktober 1946 berief ihn 1947 der erste Vertriebenenbischof Maximilian Kaller als Professor an die neu gegründete PTH Königstein im Taunus. 1948 wurde er zusätzlich Regens und 1949 Rektor dieser Einrichtung.
1952 wurde Kleineidam zum Rektor, ordentlichen Professor für Philosophie und Regens an das sich in der Gründung befindende Regionalseminar in Berlin-Biesdorf berufen.
Am 2. Mai 1952 musste er die DDR verlassen. Die Eröffnung des Priesterseminars in Berlin wurde verboten. Im Juli 1952 erhielt er aber eine Einreisegenehmigung nach Erfurt.
Bis 1954 war er Gründungs-Rektor des „Philosophisch-Theologischen Studiums Erfurt“ (der heutigen Katholisch-Theologischen Fakultät der Universität Erfurt) und dort bis 1970 Professor für Philosophie. Er verfasste zahlreiche Publikationen (national und international). Bis 1959 war er auch Gründungs-Regens des Erfurter Priesterseminars.
Als Höhepunkt und Abschluss seiner wissenschaftlichen Publikationen gilt das vierbändige und in mehreren Auflagen erschienene Werk Universitas Studii Erfordensis. Überblick über die Geschichte der Universität Erfurt, an dessen Aktualisierung er noch bis 1992 arbeitete.
Zum 100. Geburtstag Kleineidams würdigte der Vorsitzende der Deutschen Bischofskonferenz, Karl Kardinal Lehmann dessen wissenschaftliche Leistungen und nannte den Erfurter Gelehrten eine „Gestalt der Hoffnung“, der für eine lebenslange Treue zum Glauben, aber auch für die Ermutigung vieler Christen zum Aushalten in den Diktaturen des letzten Jahrhunderts zu danken sei.

## Ehrungen
Erich Kleineidam wurde mit vielen Auszeichnungen aus Kirche, Wissenschaft und Politik geehrt.
1954 wurde er Päpstlicher Hausprälat und 1978 Apostolischer Protonotar. Von den Universitäten Münster und München erhielt er die Ehrendoktorwürden in Theologie. 1990 wurde er Ehrenmitglied der Akademie gemeinnütziger Wissenschaften zu Erfurt. 1992 wurde ihm das Große Bundesverdienstkreuz verliehen.

## Schriften

### Als Verfasser
- Das Problem der hylomorphen Zusammensetzung der geistigen Substanzen im 13. Jahrhundert, behandelt bis Thomas von Aquin. Phil. Diss., Universität Breslau, März 1930.
- Amt und Sendung. Beiträge zu seelsorglichen und religiösen Fragen. Herder, Freiburg 1950.
- Wissen, Wissenschaft und Theologie bei Bernhard von Clairvaux. St. Benno-Verlag, Leipzig 1956.
- Katholisch-Theologische Fakultät der Universität Breslau 1811–1945. Wienand, Köln 1961.
- Universitas Studii Erfordensis. Überblick über die Geschichte der Universität Erfurt. St. Benno-Verlag, Leipzig
  - Teil I: Spätmittelalter 1392–1460. 2. erw. Aufl. 1985
  - Teil II: Spätscholastik. Humanismus und Reformation 1461–1521. 2., erw. Aufl. 1992.
  - Teil III: Die Zeit der Reformation und der Gegenreformation 1521–1632. 2., erw. Aufl. 1983.
  - Teil IV: Die Barock- und Aufklärungszeit von 1633 bis zum Untergang 1816. 2., erw. Aufl. 1988.

### Als Herausgeber
- mit Heinz Schürmann: Miscellanea Erfordiana. St. Benno-Verlag, Leipzig 1962.
- mit Otto Kuss: Kirche in der Zeitenwende. Abhandlungen zu religiösen Zeitfragen. Verlag der Bonifacius-Druckerei, Paderborn 1935 und weitere Auflagen.
- mit Otto Kuss: Kirche und die Welt. Beiträge zur christlichen Besinnung in der Gegenwart. Pustet, Salzburg 1937.